# Fajsz
Fajsz là một thị trấn thuộc hạt Bács-Kiskun, Hungary. Thị trấn này có diện tích 31,99 km², dân số năm 2010 là 1724 người, mật độ 54 người/km².